# Gönc
Gönc – miasto i gmina w północno-wschodniej części Węgier, w komitacie Borsod-Abaúj-Zemplén, siedziba powiatu Abaúj-Hegyköz.

## Położenie
Miejscowość leży na obszarze niewysokiego pasma górskiego Gór Zemplińskich (węg. Zempléni-hegység), będącego częścią Średniogórza Północnowęgierskiego, w pobliżu granicy ze Słowacją. Administracyjnie gmina należy do powiatu Abaúj-Hegyköz, wchodzącego w skład komitatu Borsod-Abaúj-Zemplén i jest jedną z jego 24 gmin.

## Historia
Dużą rolę w historii miejscowości odegrał kalwinizm – tu w roku 1586 po raz pierwszy dokonano protestanckiego przekładu całej Biblii na język węgierski – Biblia z Vizsoly. Autorem tłumaczenia był pastor Gáspár Károlyi (1529–1591), korzystający z opieki późniejszego księcia Siedmiogrodu, Zygmunta Rakoczego. Wydawcą Biblii Károliego w roku 1590 w pobliskim Vizsoly był polski drukarz Walenty Mantskowits (Mączkowicz?) korzystający z papieru z Polski.
W roku 1687 przeniesiono tu na krótko Kolegium kalwińskie z Sárospatak, gdzie w 1708 znalazła się Biblia królowej Zofii (przekład Starego Testamentu na język polski). Miasto odgrywało ważną rolę w handlu winami tokajskimi z Polską. Przyjęto nawet handlową miarę objętości wina tzw. beczkę (baryłkę) Gönc.

## Współczesność
Po Traktacie w Trianon, w czerwcu 1920, kiedy Węgry utraciły tereny dzisiejszej Słowacji i Zakarpacia, miasto stało się przygraniczną, prowincjonalną miejscowością i straciło na znaczeniu. W roku 2001 Gönc ponownie uzyskało prawa miejskie.